# Gai Domici Dextre
Gai Domici Dextre (en llatí: Gaius Domitius Dexter) va ser un magistrat romà que va viure al segle ii. Formava part de la gens Domícia.
Sembla que va ser cònsol sufecte abans de l'any 183, any que va ser legat a Síria. És possible que Domici Dexter hagués conegut allà al futur emperador Septimi Sever, que llavors comandava la Legió IV Scythica. Després va ser cònsol juntament amb Luci Valeri Messal·la Trasea Prisc l'any 196 durant el regnat de Septimi Sever que també el va nomenar prefecte de la ciutat, càrrec important, ja que l'emperador era fora de Roma. El seu nom el trobem als Fasti i en parla Espartià a la Història Augusta.